# 臺灣國際勞工協會
台灣國際勞工協會（英語：Taiwan International Workers Association）是個勞工運動團體，簡稱國際勞協、TIWA，自1999年成立以來一直致力於改善移住勞工在台灣的勞動環境，是少數沒有宗教背景的移工團體。

## 主要業務與近期目標
目前主要提供以下服務：移工個案服務、政策倡議，組織串聯、安置中心、文化活動等業務。
國際勞協的業務包括以下數項：

### 推動工人版《家事服務法》
有鑒於台灣現行的《勞動基準法》並未妥善照顧家事服務業勞工，在台灣的移住勞工又有相當大的部份為家事服務勞工，國際勞協近年來與家事服務法推動聯盟密切配合，提出工人版《家事服務法》，期望立法明確規範家事勞動者與雇傭家庭之間的公私分別，不分本勞外勞，一體促進家事勞動者的權益。

### 秋鬥
國際勞協每年都組織外勞，參與由工人立法行動委員會舉辦的秋鬥。

### 研討會與各類活動
- 2005年舉辦外勞政策研討會、外勞攝影工作坊。
- 2005年底國際勞協到香港參與抗議世界貿易組織第六次部長級會議的行動，吳靜如等數位成員被捕。

## 關係
- 國際勞協與工作傷害受害人協會、日日春關懷互助協會、工人立法行動委員會、台灣性別人權協會、台灣移工聯盟等社運團體皆有經常性合作關係。
- 台灣移工聯盟MENT（Migrants Empowerment Network in Taiwan）：2003年，由於劉俠的不幸事件，TIWA串聯服務移工的草根組織，成立了PAHSA（Promoting Alince for Household Service Act）以保障家務移工的勞動權利，並於同年草擬了《家事服務法》，2004年提案進入立法院。2007年，PASHSA 更名為 MENT（Migrants Empowerment Network in Taiwan），倡議層面正式擴大至所有移工。

## 外部連結
- 台灣國際勞工協會 （页面存档备份，存于）
- YouTube上的台灣國際勞工協會頻道

25°04′02″N 121°31′23″E / 25.067253°N 121.52303°E